# Flutlicht
Als Flutlicht bezeichnet man

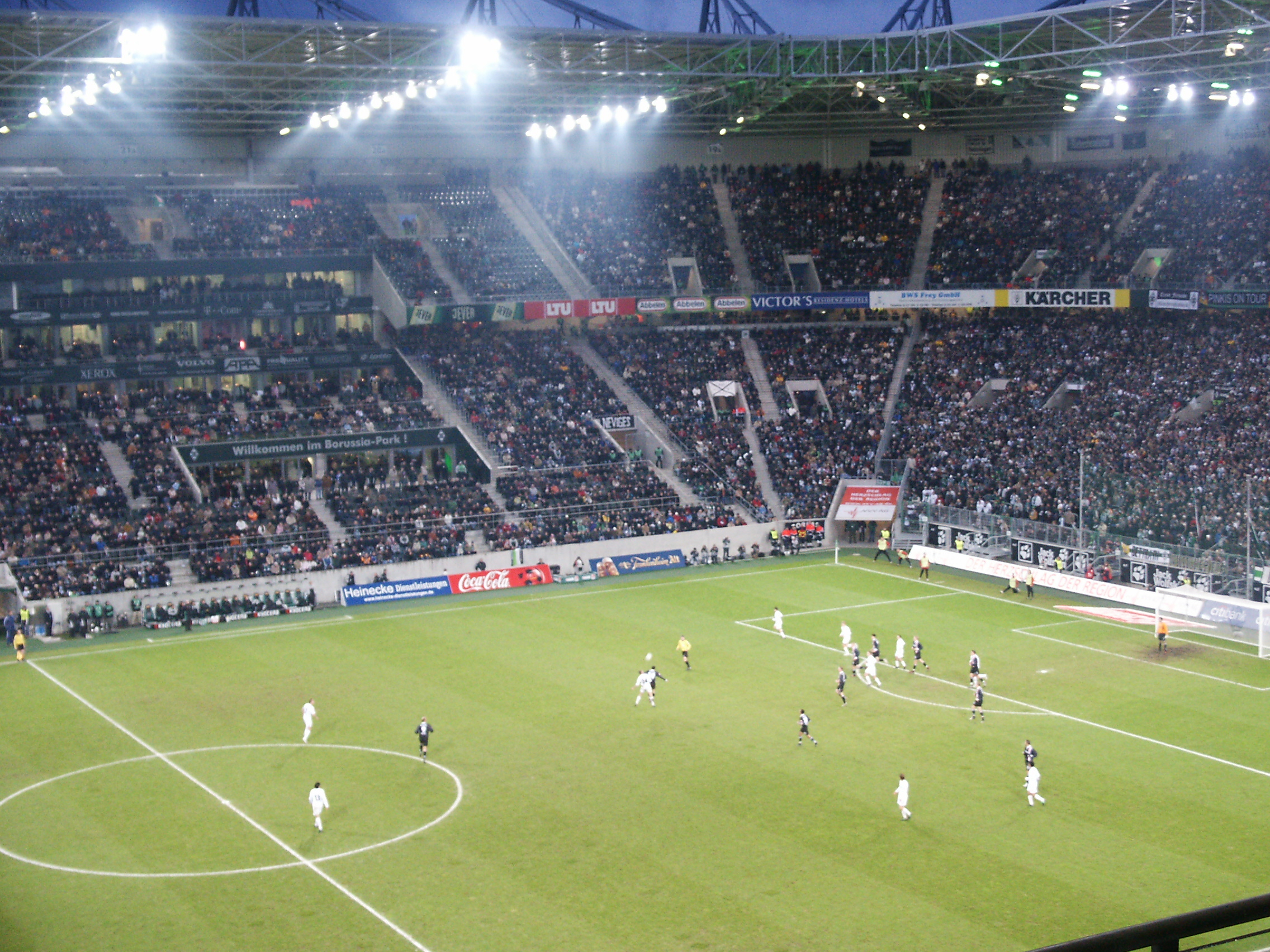
Moderne Flutanlage im Borussia-Park, Mönchengladbach

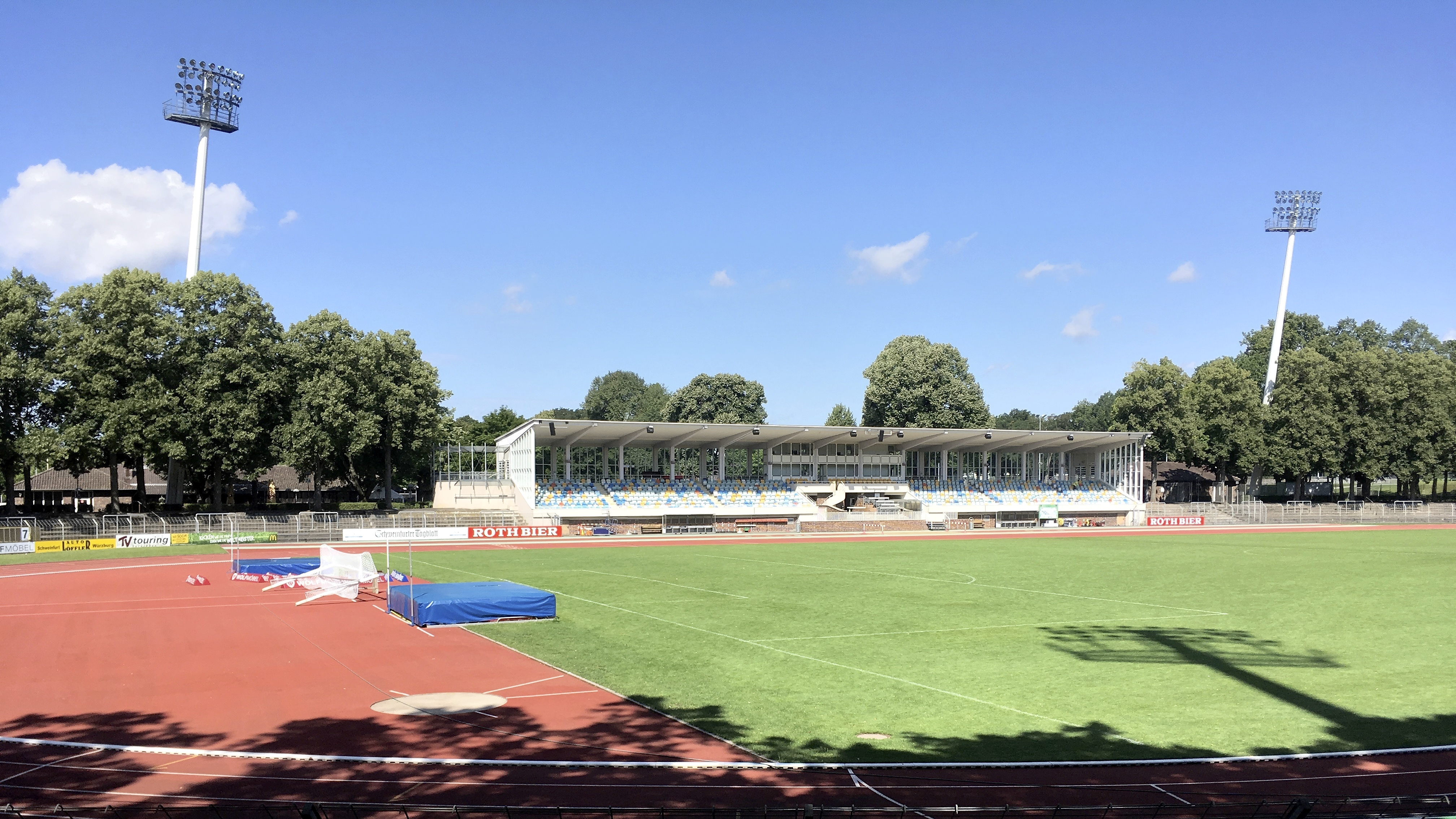
Flutlichtmasten im Willy-Sachs-Stadion, Schweinfurt

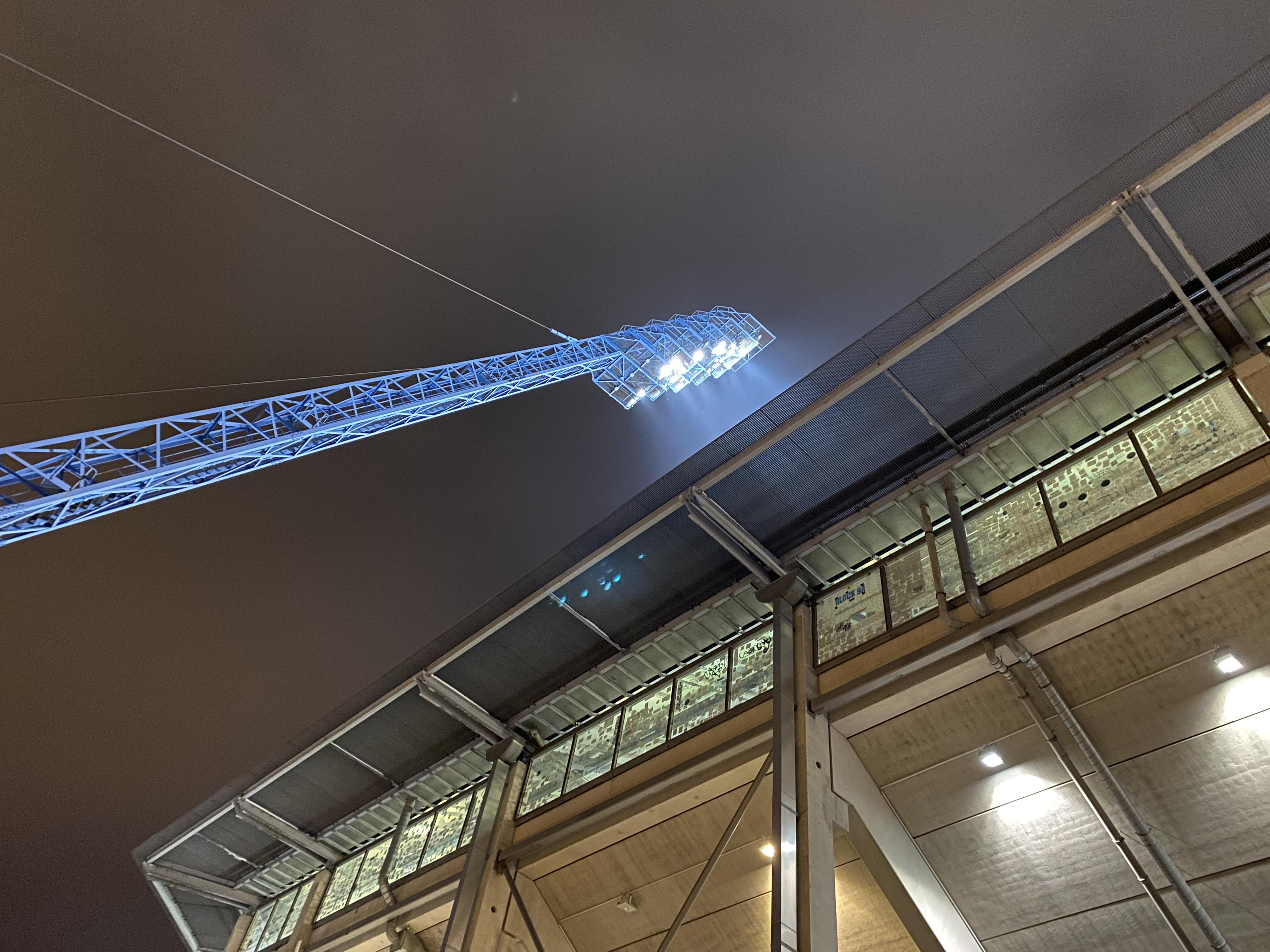
Flutlicht in Betrieb. Hier: Ostseestadion Rostock.

- die Beleuchtungsanlage für große Flächen, besonders in Sportstätten, Industrieanlagen, Häfen, großen Bahnhöfen, insbesondere Güter- und Rangierbahnhöfen (Gleisfeldbeleuchtung; im deutschsprachigen Raum allerdings nur ausnahmsweise, da dort stattdessen meistens eine Vielzahl kleinerer Lampen benutzt wird), sowie auf Konzerten oder zur Anstrahlung von Sehenswürdigkeiten.
- die Beleuchtung von transparenten Platten (meist Acrylglas) durch Einstrahlung von Licht in deren Schmalseite und dessen Ausbreitung in der Platte durch Totalreflexion: überall dort, wo ein aus einer solchen Platte gefertigtes Schild eine Beschriftung oder Gravur trägt, tritt Licht aus der Platte aus und bringt auf diese Weise ausschließlich diese Markierungen zum Leuchten. Siehe hierzu auch Lichtleiter und Hintergrundbeleuchtung.

## Flutlichtanlagen

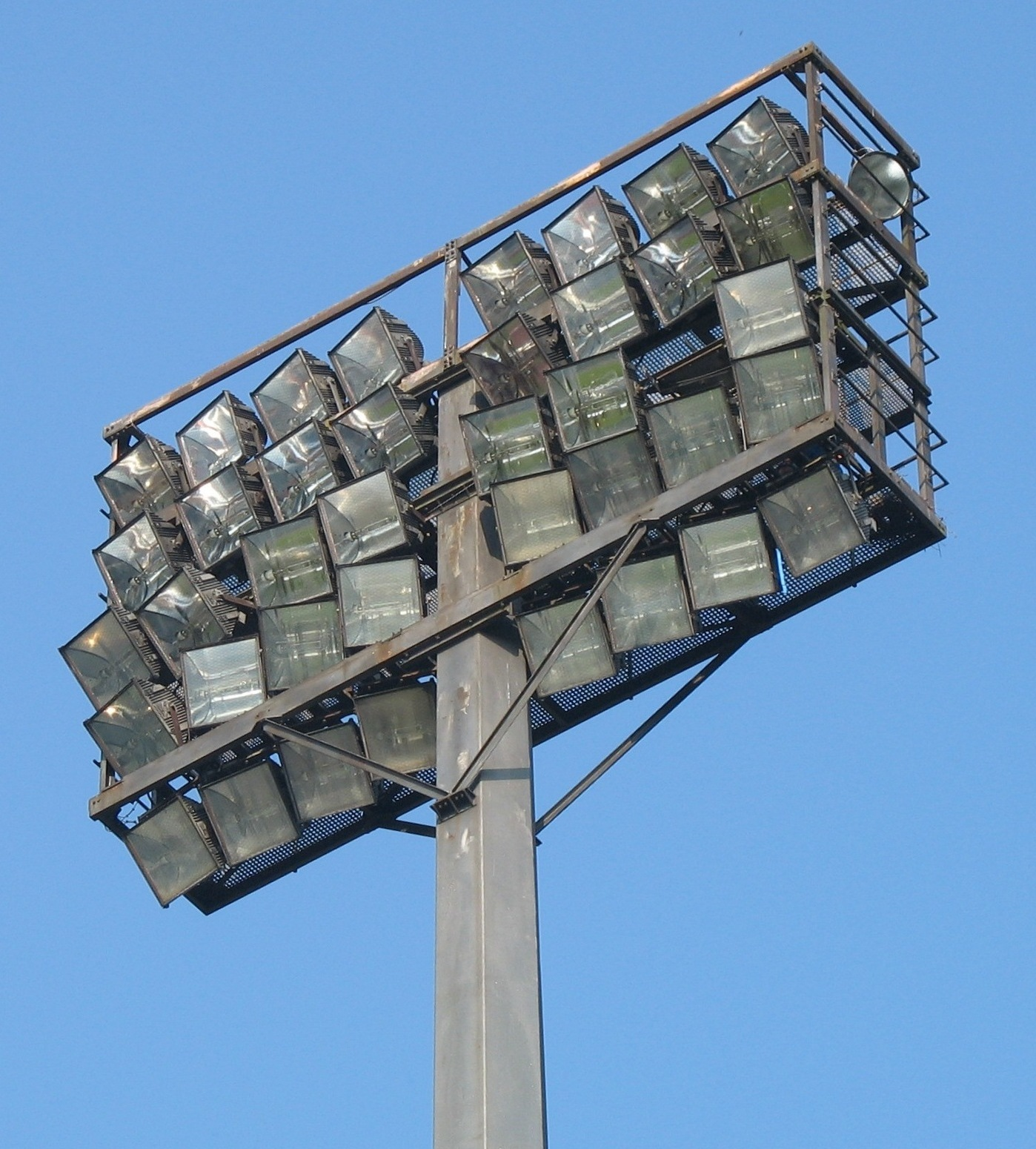
Klassische Flutlichtlampen (Rosenaustadion, Augsburg)

Flutlichtanlagen bestehen aus mehreren Leuchten mit Reflektoren zur gerichteten Lichtabstrahlung. Die Leuchten sind in Gruppen an Masten oder Dachkonstruktionen befestigt, um die zu beleuchtende Fläche möglichst gleichmäßig auszuleuchten.
Je nach Art der Beleuchtung (Spiellicht bei Sportveranstaltungen, Beleuchtung für Fernsehübertragungen, Ausleuchtung von Containerterminals usw.) werden hierfür verschiedene Beleuchtungsstärken in Lux am Boden vorgegeben. Bei Fernsehübertragungen werden auch hohe Anforderungen an Lichtfarbe und Farbstabilität der in den Leuchten eingesetzten Leuchtmittel (Lampen) gestellt. Dagegen stehen beim Güterumschlag oder der Autobahnbeleuchtung mehr die Energie-Effizienz und große Wartungszyklen im Vordergrund. Dementsprechend werden in Stadien oder bei TV-Ereignissen Halogen-Metalldampflampen oder Quecksilberdampflampen eingesetzt, im Verkehrsraum und auf Lager- und Umschlagplätzen dagegen meist die effizienteren und langlebigeren Natriumdampf-Hochdrucklampen. Glühlampen werden aufgrund ihrer geringen Wirtschaftlichkeit nur selten zur Flutlichtbeleuchtung eingesetzt.
Übliche elektrische Leistungen der eingesetzten Leuchtmittel sind 400 bis 3500 Watt.

## Flutlicht für Sportstätten

### Deutschland

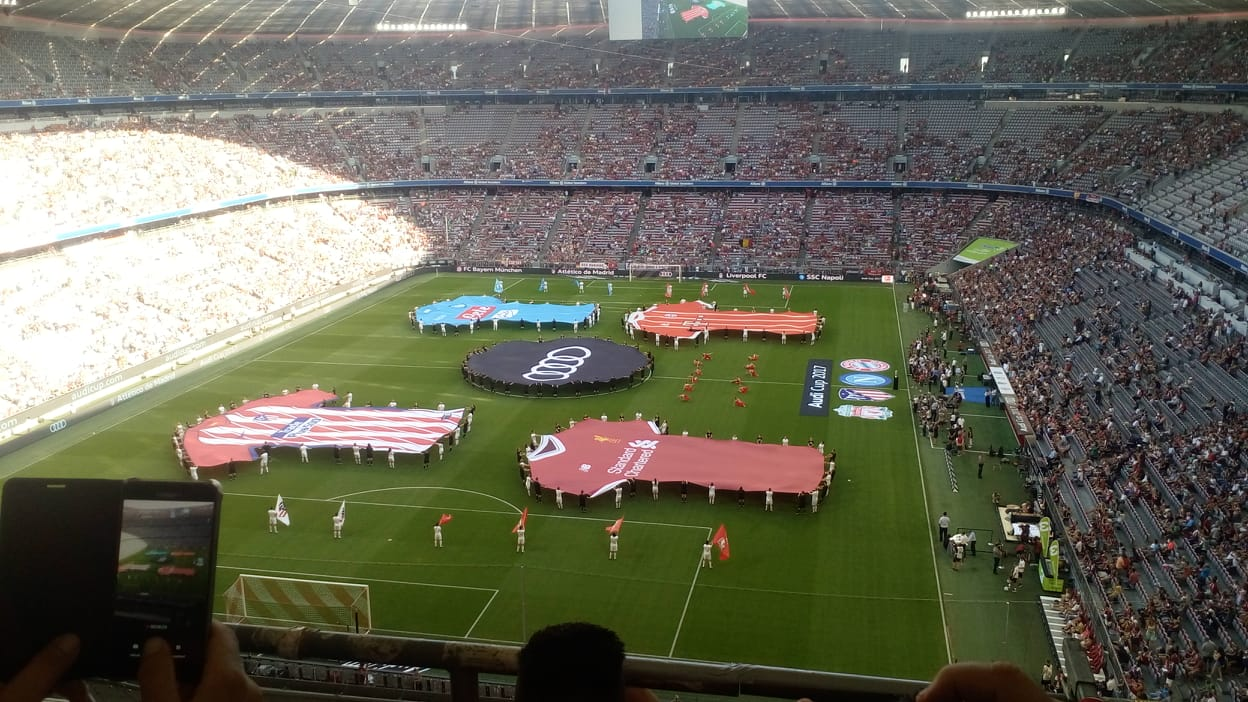
Allianz Arena mit LED-Flutlichtsystem

Das Deutsche Institut für Normung e. V. sortiert in der DIN EN 12193 für Sportstättenbeleuchtung, Flutlichtanlagen in drei Beleuchtungsklassen, die für sportliche Betätigungen im Freizeitbereich bis hin zum internationalen Wettbewerb reichen. Die in der Norm angegebenen Klassen berücksichtigen die durchschnittliche horizontale Beleuchtung in Lux, die Gleichmäßigkeit errechnet durch die mittlere Gleichmäßigkeit geteilt durch die geringste Gleichmäßigkeit. Auch wird noch die maximale Blendung GR berücksichtigt. Für professionelle Sportveranstaltungen gelten meist gesonderte Vorgaben über die DIN-Festlegungen hinaus. Maßgeblich ist hier die Anpassung an die Anforderungen, die durch TV-Übertragungen, entstehen. Während beim Fußball ein kommunaler Bolz- und Trainingsplatz gemeinhin nur über ein Flutlicht der Beleuchtungsklasse III mit mindestens 75 Lux und einer Gleichmäßigkeit von 0,5 verfügen muss, sind – je nach Vorgaben des jeweiligen Landesverbandes auch mehr oder weniger – beim lokalen bis regionalen Liga-Spielbetrieb 200 Lux mit einer Gleichmäßigkeit von 0,6 erforderlich (Beleuchtungsklasse II). Der nationale bis internationale Spielbetrieb bedarf bereits einer Anlage der Beleuchtungsklasse I mit 500 Lux und Gleichmäßigkeit von 0,7. Die Werte dieser Kategorien decken sich hier beim Fußball noch weitgehend mit denen für Hockey, Tennis oder weitere oft ausgeübte Sportarten – aber nur bedingt, denn die Definition der Beleuchtungsklasse I überschneidet sich beim Fußball schon mit dem Spielbetrieb innerhalb der Vorgaben des DFB ab der 4. Liga. Im Profi-Fußball der 1. oder 2. Liga wiederum ist der Anforderungskatalog der DFL zu berücksichtigen. Für die TV-gerechte Beleuchtung nach UEFA- und FIFA-Standard gelten die höheren Klassen IV und V mit einer differenzierten Aufstellung der Richtwerte.
Seit dem Jahr 2014 kommen vermehrt auch LED-Flutlichtsysteme auf kommunalen Sportanlagen zum Einsatz. Die Flutlichtanlage der Allianz-Arena in München bestand bis Sommer 2017 aus Halogen-Metalldampflampen, dann wurden sie durch LED-Flutlicht ersetzt, der Signal Iduna Park in Dortmund folgte in der Saison 2019/20. Mit LED-Leuchten kann eine bessere Lichtverteilung erreicht werden. Eine gleich große LED-Leuchte liefert einen geringeren Lichtstrom. Die höheren Investitionskosten gegenüber Halogen-Metalldampflampen lohnen sich darüber hinaus nur, wenn die alte Anlage verschlissen ist, da die Lichtausbeute von weißen LED und großen Halogen-Metalldampflampen ähnlich ist. Der Farbwiedergabeindex von Halogen-Metalldampflampen ist oft besser als der von LED-Lampen. Der Bund fördert den Umbau nur dann, wenn die Kohlendioxidemissionen aufgrund geringeren Stromverbrauches signifikant zurückgehen (Stand 2020 auf 50 %).
LED-Lampen haben eine höhere Lebensdauer als Halogen-Metalldampflampen, die Wartungskosten sinken insbesondere dann, wenn die Anlage oft und lange in Betrieb ist. Eine Umrüstung von Halogen-Metalldampflampen auf LED lohnt sich meist nicht, wenn die jährliche Betriebsdauer 400 bis 500 Stunden nicht übersteigt. Waren jedoch die inzwischen nicht mehr zugelassenen Quecksilberdampf-Hochdrucklampen im Einsatz, lohnt sich der Umbau auf Halogen-Metalldampflampen oder LED auch energetisch.
LED-Lampen liefern sofort den vollen Lichtstrom, während Halogen-Metalldampflampen eine Startphase benötigen.
Die Investitionskosten einer Flutlichtanlage mit Halogen-Metalldampflampen lagen für einen Fußballplatz mit Flutlicht der Beleuchtungsklasse III im Jahre 2016 etwa bei ca. 57.000 Euro, eine Installation mit LED-Flutlicht ist im Vergleich um ca. 30.000 Euro teurer und liegt bei 87.000 Euro.

### FIFA / UEFA
Auf europäischer und weltweiter Ebene des Fußballs, also im Einflussbereich der UEFA und FIFA, wird nach und nach eine Vereinheitlichung der Anforderungen angestrebt. Die UEFA stellt je nach Wettkampf zwar noch unterschiedliche Anforderungen, mittlerweile haben sich die 2.000 Lux aber als Größenordnung etabliert, mit der ein Stadion ausreichend ausgestattet ist. Bei der FIFA gilt seit 2007 eine neue Richtlinie, die für Spiele unter Regie des Weltverbands mindestens 2.400 Lux vorschreibt – eine solche Anlage kann asymmetrisch aufgebaut sein, sodass 2.400 Lux in Richtung der Hauptkamera strahlen und nur 2.000 in die Gegenrichtung. Es steht sogar schon der Wert von 2.500 Lux im Raum.
Ein Berechnungs- und Messraster dient dazu, die nötige Gleichmäßigkeit der Beleuchtung eines Spielfeldes zu erreichen. Alle 5 × 5 m wird ein Berechnungspunkt gesetzt. Zur Bestätigung der Beleuchtungsstärke (Formelzeichen E) wird jedoch nur alle 10 × 10 m gemessen. In der Breite von 68 m ergeben sich 8 Messpunkte, in der Länge von 105 m 11 Punkte (8×11 = 88 Messpunkte). Der Mittelwert ist die mittlere Beleuchtungsstärke; wird insgesamt ein Beleuchtungswert von zum Beispiel 800 Lux erreicht, ist dies ein Mittelwert aller Messpunkte.

### Immissionen
Als Lichtimmission oder Lichtverschmutzung wird das Maß an Licht bezeichnet, das auf benachbarte Gebiete (z. B. Wohnhäuser) scheint. Werden hierbei Grenzwerte überschritten, droht seitens der Bauaufsicht die Verweigerung der Bau- oder Betriebsgenehmigung.
Bewertungskriterien sind hierbei die Raumaufhellung (Beleuchtungsstärke auf einer Fensterfront) sowie die Blendung (Kontrast zwischen der Dichte der Leuchte und dem Umgebungslicht). Lichtimmissionen können Personen direkt blenden, als Streulicht Fassaden treffen oder, und dieser Bereich wird besonders kritisch geprüft, eine Gefahr für den Flug- und Straßenverkehr darstellen. Die Toleranzwerte für die Raumaufhellung am Immissionsort sind dort besonders niedrig, wo es sich unter anderem um Krankenhäuser, Pflegeeinrichtungen oder reine Wohngebiete handelt.
Die Immissionen werden prüfungsrelevant, sobald Lichtquellen mehrmals wöchentlich für jeweils mehr als eine Stunde eingeschaltet werden (ausgenommen ist die öffentliche Straßenbeleuchtung). Somit sind große Stadien, die im Regelbetrieb nur zweiwöchentlich und auch nicht immer mit Flutlichteinsatz geöffnet werden, grundsätzlich weniger betroffen als kommunale Anlagen mit hoher ganzjähriger Nutzungsintensität auch in den Abendstunden. Bei halbgeschlossenen Stadien ohne Flutlichtmasten bleibt der Großteil des Lichts im Innenraum.

#### Horizontale/vertikale Beleuchtungsstärke
Die horizontale Beleuchtungsstärke wird durch von oben kommendes Licht erreicht, während die vertikale Beleuchtungsstärke durch seitlich eingestrahltes Licht erreicht wird. Um ein Sportgeschehen optimal zu präsentieren, reicht es nicht aus, die Aktionsfläche horizontal gut auszuleuchten. Eine hohe vertikale Beleuchtungsstärke ist besonders bei Fernsehübertragungen wichtig. Es handelt sich dabei um das Licht, das die Kameras benötigen, um die Spieler von oben bis unten im Fernsehen gut wiederzugeben.

#### Glare Rating
Blendung und durch die Beleuchtung erzeugte hohe Kontraste stören Sportler und Zuschauer. Diese kommen durch zu niedrige oder ungünstig im Blickfeld positionierte Lichtpunkte zustande. Um derartige Effekte zu beschreiben und zu steuern, wird der GR-Wert (Glare Rating, siehe hierzu auch Unified Glare Rating) nach CIE Dokument 112-1994 ermittelt. Die Skala reicht von 10 (nicht erwähnenswert) bis 90 (unerträglich). Auf einem Spielfeld gilt ein GR-Wert 50 (Gerade noch akzeptabel) als obere Toleranzgrenze.

#### Wartungsfaktor
Die Beleuchtungsstärke jeder Anlage lässt durch Verschmutzung der Leuchte sowie Alterung und Ausfall der Lampen mit der Zeit nach. Entsprechende Wartungsmaßnahmen (z. B. Reinigung der Leuchten und Lampen-Ersatz) werden durch den Wartungsfaktor (WF) ausgedrückt. Er berücksichtigt den erwarteten Lichtstromrückgang bis zur Wartung, sodass noch die erforderliche Helligkeit gewährleistet ist. Eine Beleuchtungsanlage muss daher überdimensioniert werden, das heißt, sie muss im Neuzustand einen höheren Lichtstrom erzeugen als erforderlich. Der Wartungsfaktor setzt sich aus dem Lampenwartungsfaktor (LaWF, Lebensdauer und Lichtstromrückgang des Leuchtmittels) und dem Leuchtenwartungsfaktor (LWF, Reinigung der Leuchte) zusammen. Beim Flutlicht geht man von einem Wartungsfaktor von etwa 0,7 aus, das heißt, es muss bei der Projektierung etwa der 1,4fache Lichtstrom des erforderlichen Mindestwertes vorgesehen werden.

## Geschichte und Anwendungen

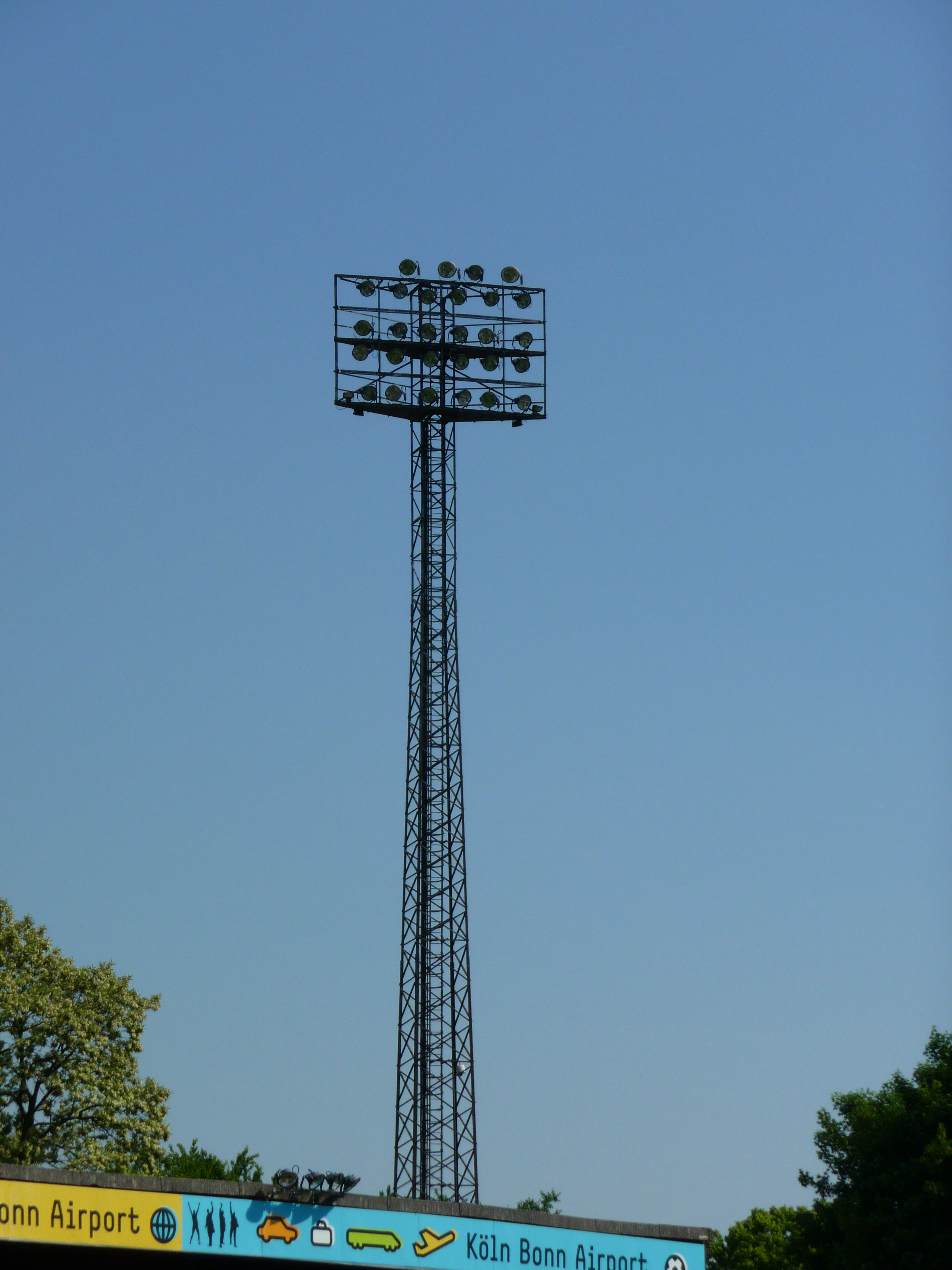
Gittermast am Alten Tivoli in Aachen (2009)

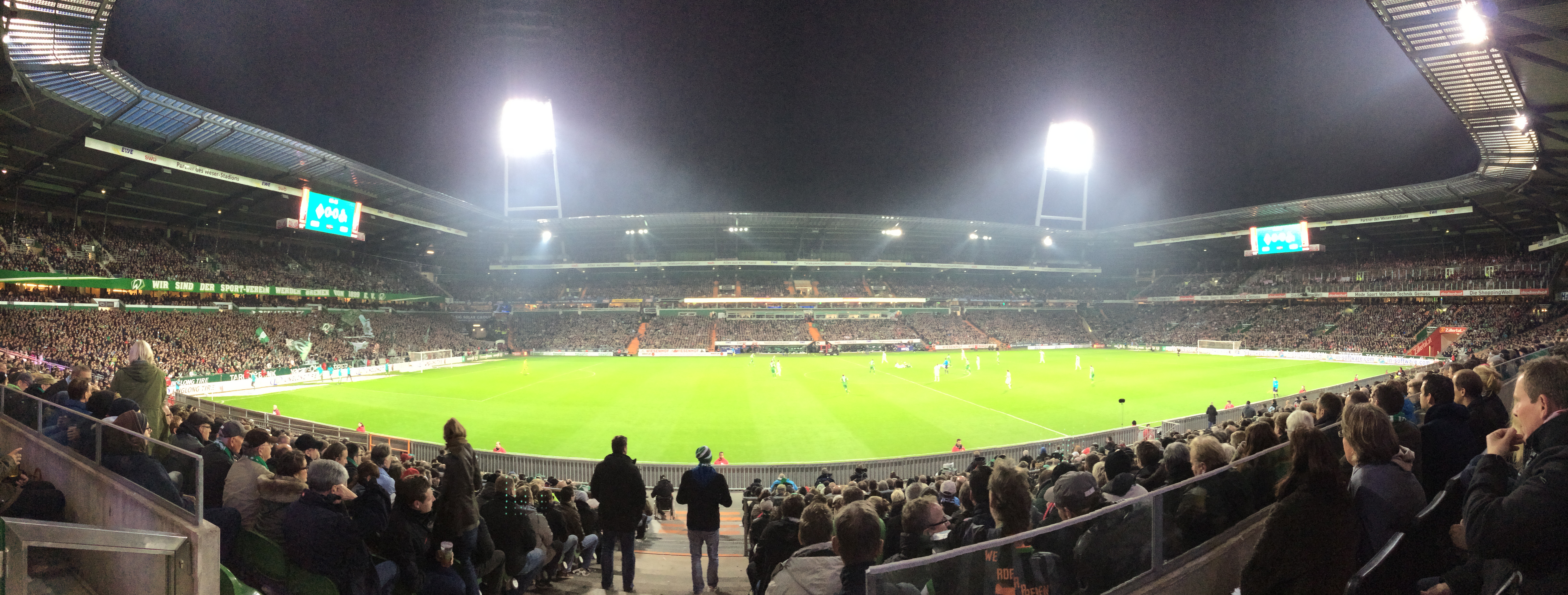
Flutlichtanlage Weserstadion Bremen (2014)

Ein frühes Flutlicht war das Rampenlicht im Theater, das die Darsteller von unten beleuchtete und im 19. Jahrhundert die jeweils neueste bzw. hellste Lichttechnologie demonstrierte.
Das erste Fußballspiel unter Flutlicht wurde in der Bramall Lane in Sheffield am 14. Oktober 1878 vor etwa 20.000 zahlenden und 6.000 in der Dunkelheit eingeschlichenen Zuschauern ausgetragen. John Tasker tauchte das Spielfeld mit vier Bogenlampen aus Leuchttürmen und zwei transportablen dampfbetriebenen Generatoren in helles Licht mit insgesamt 8.000 Kerzenstärken. Als nicht-elektrische Alternative gab es das 1888 von Messrs. A. C. Wells & Co. in Manchester eingeführte „Wells Light“, ein Petroleumbrenner ähnlich einer Lötlampe mit bis zu 2.000 oder 3.000 Kerzenstärken, die auch in Industrie und Baugewerbe eingesetzt wurden. Beide Methoden wurden als unsicher angesehen, und so verbannte die Football League diese Einrichtungen zu Beginn ihrer ersten Saison 1888/89. Das nächste Spiel der Football League unter Flutlicht fand erst wieder am 22. Februar 1956 im Fratton Park statt. Außerhalb der Liga gab es schon Anfang der 1950er Jahre Spiele unter Flutlicht.
Die erste Stadion-Flutlichtanlage in Deutschland wurde am 31. Dezember 1949, anlässlich des Abschiedsspiels für das Dresdner Fußballidol Richard Hofmann, im Dresdner Heinz-Steyer-Stadion eingeweiht. Beim 2:0-Sieg der SG Friedrichstadt gegen die DDR-Auswahl erleben 22.000 Zuschauer die Helligkeit von 24.000 Watt.
Am 28. August 1957 fand am Alten Tivoli in Aachen ein Einweihungsspiel der neuen Flutlichtanlage, Alemannia Aachen gegen Espanyol Barcelona statt. Die neue Flutlichtanlage zählte damals mit 240.000-Watt und 170 Lux zu den lichtstärksten Flutlichtanlagen Deutschlands.
Ältere Flutlichtanlagen sind üblicherweise auf Gittermasten, neuere jedoch auf Stahlrohr- oder Betonmasten montiert. Die sogenannten „Libellenschatten“, die Fußballspieler in Nachtpartien werfen, haben ihre Ursache in der Ausleuchtung von den vier Ecken des Spielfeldes. Mit der Modernisierung der Stadien wurden Tribünen überdacht und die Scheinwerfer oft rund um das Spielfeld in der Dachkonstruktion integriert, womit diese Schatten weitgehend verschwanden.
Seit den späten 1980er Jahren verbreitet sich auch das Skifahren unter Flutlicht. Dabei werden Teile eines Skiliftes bzw. des zugehörigen Skihanges mit Scheinwerfern so ausgestrahlt, dass die naturgegebenen Hindernisse ausreichend sichtbar sind.
Für die Weltreiterspiele 2006 wurde das Hauptstadion Aachen im Jahr 2005 modernisiert. Neben dem Neubau von drei Tribünen sowie einem Richterturm wurde das Stadion auch mit einer Flutlichtanlage ausgestattet, die auch Reitveranstaltungen am Abend und damit zur besten Sendezeit ermöglicht.
Als Besonderheit sind ferner die ehemaligen im Verhältnis zur Bahnhofsgröße überdimensionierten Flutlichtanlagen der seinerzeitigen Grenzbahnhöfe der DDR an der innerdeutschen Grenze zu erwähnen. Deren Zweck war weniger die nachts für den eigentlichen Eisenbahnbetrieb erforderliche Beleuchtung, sondern hauptsächlich die Überwachung der Grenze zur Verhinderung der Flucht aus der DDR.